# Апіксабан
Апіксабан (англ. Apixaban, лат. Apixabanum) — лікарський препарат, що належить до класу прямих антикоагулянтів, та застосовується перорально. Апіксабан розроблений у співпраці компаній «Pfizer» та «Bristol Myers Squibb», та застосовується в клінічній практиці в ЄС з 2011 року, а в США з 2012 року.

## Фармакологічні властивості
Апіксабан — синтетичний препарат, що є представником класу прямих антикоагулянтів. Механізм дії препарату полягає в інгібуванні як прямого, так і зв'язаного фактора зсідання крові Xa шляхом блокування антитромбіну та селективної дії на активні центри фактора зсідання крові Ха, що в подальшому призводить до гальмування перетворення протромбіну в тромбін, внаслідок чого проходить блокування як внутрішнього, так і зовнішнього каскаду зсідання крові. Апіксабан має також дозозалежний вплив на протромбіновий час та активований частковий тромбопластиновий час, і при його застосуванні немає потреби контролювати показники зсідання крові (як при застосуванні пероральних антикоагулянтів перших поколінь, зокрема варфарину). У клінічних дослідженнях показано як вищу ефективність апіксабану в профілактиці серцево-судинних подій, так і меншу імовірність кровотеч при його застосуванні у порівнянні як з варфарином, так і ацетилсаліциловою кислотою і прямими антикоагулянтами, щоправда він поступається у ефективності та безпечності застосування у порівнянні з іншим пероральним антикоагулянтом едоксабаном.

### Фармакокінетика
Апіксабан швидко та добре всмоктується після перорального застосування, біодоступність препарату становить 50 %. Максимальна концентрація апіксабану в крові досягається протягом 3—4 годин. Препарат добре (на 87 %) зв'язується з білками плазми крові. Апіксабан проникає через плацентарний бар'єр та виділяється в грудне молоко. Метаболізується апіксабан у печінці з утворенням неактивних метаболітів. Виводиться препарат із організму переважно з калом, частково (на 25 %) виводиться з сечею. Період напіввиведення едоксабану становить у середньому 12 годин, цей час може збільшуватися у осіб із печінковою та нирковою недостатністю.

## Показання до застосування
В Україні офіційними показаннями до застосування апіксабану є профілактика інсульту та емболії у дорослих з неклапанною фібриляцією передсердь та одним чи кількома факторами ризику серцево-судинних подій, лікування тромбозу глибоких вен та тромбоемболії легеневої артерії, а також профілактика рецидивів тромбозу глибоких вен та тромбоемболії легеневої артерії в дорослих.

## Побічна дія
При застосуванні апіксабану, як і інших антикоагулянтів, найчастішим побічним ефектом є виникнення кровотеч, проте найчастіше при застосуванні препарату спостерігаються легкі та помірні кровотечі. Іншими побічними ефектами при застосуванні препарату є:
- Алергічні реакції — алергічний набряк, анафілактичні реакції, шкірний висип, свербіж шкіри, кропив'янка.
- З боку травної системи — нудота.
- З боку серцево-судинної системи — артеріальна гіпотензія.
- З боку нервової системи — субарахноїдальний крововилив.
- З боку сечостатевої системи — гематурія.
- Зміни в лабораторних аналізах — анемія, тромбоцитемія, збільшення рівня білірубіну, підвищення активності амінотрансфераз, підвищення активності лактатдегідрогенази, гаммаглутамілтранспептидази та лужної фосфатази.

## Протипокази
Апіксабан протипоказаний при підвищеній чутливості до препарату, клінічно значимій гострій кровотечі, захворюваннях печінки, що супроводжуються порушенням згортання крові, при хворобах та станах, що супроводжуються підвищеним ризиком кровотечі, при вагітності та годуванні грудьми, при одночасному застосуванні інших антикоагулянтів.

## Форми випуску
Апіксабан випускається у вигляді таблеток по 0,0025 та 0,005 г.